# Métamorphose (album de Sortilège)
Pour les articles homonymes, voir Métamorphose.
Albums de Sortilège
Sortilège
(1983) Larmes de héros
(1986)
Métamorphose est le deuxième album studio du groupe de heavy metal français Sortilège sorti en 1984. Il contient de nombreux classiques du groupes tels que Délire d'un Fou, D'ailleurs ou Civilisation Perdue
Entièrement chanté en français, une version en anglais appelée Metamorphosis a également été enregistrée pour le marché international,.
Comme dans l'album précédent, les textes sont en majorité inspirés par la fantasy.
Quatre titres sont réenregistrés en 2021 et figurent sur l'album Phoenix.

## Liste des titres
| No | Titre                          | Durée |
| -- | ------------------------------ | ----- |
| 1. | D'ailleurs                     | 2:44  |
| 2. | Majesté                        | 4:59  |
| 3. | Hymne a la Mort                | 7:05  |
| 4. | Légende                        | 3:01  |
| 5. | Nuit des Limbes (instrumental) | 2:28  |
| 6. | Civilisation Perdue            | 2:31  |
| 7. | Délire d'un Fou                | 6:39  |
| 8. | Cyclope de l'Etang             | 4:02  |
| 9. | Métamorphose                   | 5:25  |

Paroles Christian Augustin, musique Stéphane Dumont.

## Composition du groupe
- Christian Augustin (chant)
- Stéphane Dumont (guitare)
- Didier Demajean (guitare)
- Daniel Lapp (basse)
- Bob "Snake" Dumont (batterie)